# أليكساندر شولغين
كان ألكساندر ثيودور «ساشا» شولغين (17 يونيو 1925 – 2 يونيو 2014) مختصًا في الكيمياء الدوائية وعالم كيمياء حيوية وعالم كيمياء عضوية وعالم أدوية ومختصًا في علم النفس الدوائي وكاتبًا. يعزى إلى شولغين الفضل بطرحه ميثيلينيدايوكسيميثامفيتامين (إم دي إم إيه، ويُعرف بشكل عام ب«إكستاسي») على علماء النفس في أواخر السبعينيات من القرن العشرين بهدف استعماله في علم النفس الدوائي ويعزى إليه الفضل في اكتشاف وتركيب والمقايسة الحيوية الشخصية لما يزيد عن 230 دواء نفسي المفعول نظرًا إلى تأثيرها المخل بالنفس والإنتاكتوجينيكي.
في عامي 1991 و1997، جمع شولغين وزوجته آن شولغين كتابي بيهكال وتيهكال (اختصار للفينيثيلامينات والترتيبتامين التي عرفت وأحببت) من دفاتر وصفت باستفاضة عملهما وتجاربهما الشخصية مع هذين الصنفين من الأدوية نفسية المفعول. أجرى شولغين عملًا ترك تأثيرًا كبيرًا حول التركيبة الوصفية للعديد من هذه المركبات. تضم بعض اكتشافات شولغين الجديرة بالملاحظة مركبات من عائلة 2 سي (مثل 2 سي بي) ومركبات عائلة دي أو إكس (مثل دي أو إم).
اشتُهر شولغين، جزئيًا بفضل عمله المكثف في ميدان العلاجات المخدرة وتصميم الدواء الوطني والعقارات المخلة بالنفس، منذ ذلك الحين ب «عراب العقارات المخلة بالنفس».

## الحياة والمسيرة المهنية
ولد شولغين في بيركلي، كاليفورنيا لثيودور ستيفنز شولغين (1893-1978) وهانريتا دي (آتين) شولغين (1894-1960). ولد والده في تشيليابنسك، روسيا، وولدت أمه في إلينوي. كان ثيودور وهانريتا مدرسين في مدرسة عامة في مقاطعة ألاميدا.
بدأ شولغين دراسة الكيمياء العضوية كطالب منحة دراسة في جامعة هارفارد في عمر ال16. في عام 1943 خرج من الدرسة ليلتحق بالبحرية الأمريكية. وفي حين كان يؤدي خدمته على متن المدمرة المرافقة يو إس إس بوب خلال الحرب العالمية الثانية، أعطت ممرضة شولغين كأسًا من عصير البرتقال قبل خضوعه لعملية جراحية بسبب إصابته بعدوى في إبهامه. شرب شولغين العصير ونام مفترضًا أن المسحوق في أسفل الكأس كان منومًا. وعند استيقاظه أدرك أن المسحوق كان سكرًا مطحونًا. جعلته هذه التجربة يدرك أثر العلاج الوهمي على العقل البشري.
بعد أداء خدمته في البحرية الأمريكية، عاد شولغين إلى بيركلي، كاليفورنيا، وفي عام 1954 نال شهادة الدكتوراه في الكيمياء الحيوية من جامعة كاليفورنيا، بيركلي. خلال الخمسينيات من القرن العشرين أكمل شولغين عمل بحث ما بعد الدكتواره في ميدان الطب النفسي والدوائيات في جامعة كاليفورنيا، سان فرانسيسكو. بعد عمله في مختبرات بايو راد كمشرف على الأبحاث لفترة قصيرة، بدأ شولغين بالعمل في شركة داو كيميكال كعالم كيمياء أخصائي أول.
في تلك الفترة كان شولغين قد عاش سلسلة من التجارب للعقارات المخلة بالنفس التي ساعدت في وضع الخطوط العريضة لأهدافه وأبحاثه المستقبلية، وكان المسكالين أول تلك العقارات. «في أوائل الخمسينيات جربت أولًا المسكالين ... بين 350 و400 ميليغرام. وقد أدركت أنه ثمة كمية كبيرة منه في داخلي».
تحدث شولغين في وقت لاحق عن صور تراءت له «بتأثير أقل من غرام من الصلب الأبيض، ولكن لا يمكن المحاججة بأي شكل بأن الصلب الأبيض كان يحتوي على هذه الذكريات ... أرى بأن كوننا بأكمله يوجد ضمن العقل والروح. قد نختار ألا ندرك ذلك، أو حتى أن ننكر وجوده، إلا أنه يبقى بالفعل داخلنا، وثمة مواد كيميائية يمكنها أن تخلق ذلك الشعور».
بقيت نشاطات شولغين المهنية تميل في اتجاه علم النفس الدوائي، وقد تعزز ذلك من خلال تجاربه الشخصية مع العقارات المخلة بالنفس. إلا أنه كان خلال تلك الفترة غير قادر على القيام بأبحاث مستقلة كثيرة. في عام 1961 سنحت له الفرصة بالقيام ببحث أوسع بعد تطويره لزيكتران، أول مبيد حشري يتحلل حيويًا، وقد كان منتجًا يدر أرباحًا كبيرة. في كتابه بيهكال، تطرق شولغين إلى الفترة التي تعامل فيها مع المبيدات الحشرية في داو كيميكال في جملة واحدة من بين 978 صفحة. منحت شركة داو كيميكال، كمكافأة على براءة اختراع زيكتران القيمة، حرية كبيرة لشولغين. خلال تلك الفترة، اخترع شولغين أدوية ونال براءات اختراع عند طلب داو كيميكال، ونشر اكتشافات حول أدوية أخرى في مجلات مثل نيتشر وجورنال أوف أورغانيك كيميستري. في نهاية المطاف، طلبت داو كيميكال أن يتوقف شولغين عن استخدام اسمهم في منشوراته.
في أواخر العام 1966، غادر شولغين داو للتفرغ لاهتماماته الخاصة. أمضى شولغين في البداية عامين في دراسة علم الأعصاب في جامعة كاليفورنيا في كلية سان فرانسيسكو للطب، وترك الجامعة للعمل على مشروع استشاري. وأنشأ مختبرًا في منزله عُرف ب«المزرعة» وأصبح مستشارًا خاصًا. ودرّس أيضًا في الجامعات المحلية وفي المشفى العام في سان فرانسيسكو. عبر صديقه بوب ساغير، رئيس المختبرات الغربية التابعة لإدارة مكافحة المخدرات في الولايات المتحدة الأمريكية، أقام شولغين علاقة مع إدارة مكافحة المخدرات وبدأ بعقد مؤتمرات لعلم الأدوية للعملاء، موفرًا لإدارة مكافحة المخدرات عينات عن مركبات عديدة، وفي بعض الأحيان لعب دور شاهد خبير في المحكمة. في عام 1988، ألف شولغين كتابًا مرجعيًا حاسمًا في تلك الفترة حول تطبيق القانون يتطرق إلى العقاقير المحظورة وتلقى جوائز عديدة من إدارة مكافحة المخدرات.

## حياته الشخصية وصحته وموته
تزوج شولغين بنينا غوردون حتى وفاتها. ومن ثم تزوج بالكاتبة آن غوتليب. وأمضى معظم فترات حياته اللاحقة في المزرعة في لافايتي، كالفورنيا.
في 8 أبريل من عام 2008، في سن ال82، خضع لعملية جراحية لاستبدال صمامه الأبهر المعتل. في 16 نوفمبر 2010، تعرض شولغين لسكتة دماغية تعافى منها لاحقًا إلى حد كبير. أيضًا مع اقتراب نهاية العام 2010، أنقذت عملية تطعيم جلدي قدمه اليسرى من أن تبتر. في تلك الآونة، بدأ شولغين يظهر علامات مبكرة للخرف، بشكل رئيس فقدان حاد للذاكرة قصيرة الأمد. مع تطور الخرف منذ العام 2010، كانت زوجته، آن، تحاول بيع جزء من ملكيته لتوفير أموال تغطي تكاليف العناية الطبية.
في 17 أبريل من عام 2014، ذكرت آن شولغين في منشور على فيسبوك أن زوجها يعاني من سرطان في الكبد، وفي 31 من شهر مايو ذكرت على فيسبوك أن زوجها، على الرغم من ضعفه الواضح، كان يلفظ أنفاسه الأخيرة بسلام ودون ألم. توفي شولغين في منزله في 2 يونيو من عام 2014 عن عمر ال88.

## البحث المستقل
من أجل العمل على مواد كيميائية ذات مفعول نفسي محدد المدة، نال شولغين رخصة إدارة مكافحة المخدرات للكيمياء التحليلية، الأمر الذي أتاح له تركيب وحيازة أي عقار غير شرعي. أنشأ شولغين مختبر اصطناع كيميائي في مبنى صغير خلف المنزل، الأمر الذي منحه قدرًا كبيرًا من الاستقلالية في مهنته. استخدم شولغين هذه الحرية لتركيب أدوية نفسية المفعول محتملة واختبار تأثيراتها.
في عام 1976، عرف شولغين للمرة الأولى عقار إم دي إم إيه عبر طالب في مجموعة الكيمياء الدوائية التي رشحها لجامعة ولاية سان فرانسيسكو. كان عقار إم دي إم إيه قد رُكّب في عام 1912 من قبل مجموعة ميرك وسجل كبراءة اختراع في عام 1913 كمركب وسيط لتركيبة أخرى بهدف إعاقة المنافسين، إلا أنه لم يفحص بحد ذاته.